# 罗城街道 (罗定市)
罗城街道，是中华人民共和国广东省云浮市罗定市下辖的一个乡镇级行政单位。

## 行政区划
罗城街道下辖以下地区：
中区社区、东区社区、西区社区、南区社区、北区社区、城东社区、石围社区、细坑社区、柑园社区和区屋社区。